# کراش تگ تیم ریسینگ
کراش تگ تیم ریسینگ (انگلیسی: Crash Tag Team Racing) یک بازی ویدئویی در سبک کورسی است که توسط رادیکال انترتینمنت توسعه یافته و به‌وسیلهٔ ویوندی گیمز در سال ۲۰۰۵ و در پلت‌فرم‌های اکس‌باکس، پلی‌استیشن ۲، پلی‌استیشن همراه، و گیم‌کیوب منتشر شده‌است. کراش تگ تیم ریسینگ پس از کراش نیترو کارت، سومین بازی کورسی در مجموعه بازی‌های کراش باندیکوت محسوب می‌شود.

## خلاصه داستان
مسابقه خداحافظی در دنیای موتوری فون کلاج، به دلیل سرقت سنگهای قدرتی که انرژی پارک را تأمین میکنند، برگزار میشود. سنگ سیاه قدرتی که بدن سایبورگ فون کلاج را نیرو میبخشد نیز ناپدید شده و تنها چند ساعت از عمر او باقی مانده است. در همین حال، کرَش، کوکو و کرانچ بندیکوت در حال فرار از دست دشمنانشان - دکتر نئو کورتکس، خواهرزادهاش نینا و دکتر ان. جین - به طور تصادفی به این پارک برخورد میکنند.
فون کلاج از هر شش نفر دعوت میکند تا در جستجوی سنگهای گمشده قدرت به او کمک کنند و در ازای آن، مالکیت پارک را به کسی که سنگها را پیدا کند وعده میدهد. در این میان، کورتکس نقشه میکشد تا از این پارک به عنوان پایگاه جدید عملیاتهایش استفاده کند. گروه در ادامه با پاسادنا اوپوسوم، راننده حرفهای که توسط فون کلاج برای یافتن سنگهای قدرت استخدام شده بود، و ویلی وامپا چیکس، نماد پارک و تولیدکننده نوشیدنی محبوب "وامپا ویپ" آشنا میشوند.